# Princezna se zlatou hvězdou
Princezna se zlatou hvězdou (littéralement en français La Princesse à l'étoile d'or) est un  film tchécoslovaque réalisé par Martin Frič sur un scénario de K. M. Walló, sorti en 1959
Ce film de conte de fées d'après les contes de Božena Němcová et Pavol Dobšinský met en vedette Marie Kyselková et Josef Zíma (cs). Tous les dialogues du film sont en vers.

## Synopsis
La jolie princesse Lada (Marie Kyselková) porte une étoile d'or sur le front. Le méchant roi Kazisvět (Martin Růžek (cs)) la courtise. Au début, Lada lui présente des excuses, pose des conditions et lui confie des tâches. Cependant, lorsque Kazisvět menace son vieux père de la guerre, déguisé sous un manteau de fourrure de souris offert par sa vieille nourrice (Jarmila Kurandová), elle s'enfuit seule dans le monde.
Elle arrive dans un royaume voisin, où elle obtient un emploi incognito au château du prince Radovan (Josef Zíma) comme servante aux cuisines. Là, elle est emmenée par le chef cuisinier (Stanislav Neumann) et le sous-chef (Josef Vinklář (cs)). Cependant, elle retire son déguisement lors du bal du château. Le prince, envoûté par sa beauté, tombe immédiatement amoureux d'elle et lui offre sa bague. Le déguisement de la princesse est révélé lorsqu'elle sale la soupe du prince et que la bague qu'il lui a donnée y tombe. Le roi Kazisvět vient ici pour Lada, menace de faire la guerre, mais est banni honteusement. Le conte de fées se termine par un festin de mariage.

## Distribution
- František Smolík : le roi Hostivít
- Martin Růžek : le roi Kazisvět VI
- Marie Kyselková : la princesse Lada, fille du roi Hostivít
- Josef Zíma : le prince Radovan
- Jarmila Kurandová : la nourrice de la princesse Lada
- Stanislav Neumann : le cuisinier
- Eduard Kohout : le maréchal
- Josef Vinklář : le garçon de cuisine Janek
- Theodor Pištěk : l'aide de camp du prince
- Terezie Brzková : une vieille femme
- Květa Fialová : la princesse Florindella d'Hyrkánie
- Stella Májová : La duchsse Glorie
- Karel Effa : l'adjudant du roi Kazisvět VI
- Jiří Ouhleda : un messager
- Jan Skopeček : un garde
- Josef Skrčený : le scribe du roi Kazisvět VI
- Miroslav Svoboda : l'assistant du roi Kazisvět VI
- Václav Švec : un garde
- Alois Dvorský : un courtisan
- les danseuses : Olga Jungová, Zdena Bronislavská, Zora Doskočilová, Astrid Štúrová, Věra Benšová et Luka Rubanovičová.

## Historique
La princesse Lada devait initialement être interprétée par l'actrice Miriam Hynková, mais celle-ci est tombée gravement malade juste avant le tournage. Le réalisateur Martin Frič a donc choisi Maria Kyselková, qui avait auditionné comme figurante, à la dernière minute.